# Южно-Александровский сельсовет
Южно-Александровский сельсовет — сельское поселение в Иланском районе Красноярского края.
Административный центр — село Южно-Александровка.

## Население
| 2010 | 2012  | 2013  | 2014  | 2015  | 2016  | 2017  |
| ---- | ----- | ----- | ----- | ----- | ----- | ----- |
| 1225 | ↘1203 | ↘1165 | ↘1153 | ↘1118 | ↘1093 | ↘1074 |

## Состав сельского поселения
В состав сельского поселения входят 5 населённых пунктов:
| № | Населённый пункт   | Тип населённого пункта       | Население |
| - | ------------------ | ---------------------------- | --------- |
| 1 | Верх-Атины         | деревня                      | ↘65       |
| 2 | Гавриловка         | деревня                      | 91        |
| 3 | Лобачевка          | деревня                      | 20        |
| 4 | Троицк             | деревня                      | 79        |
| 5 | Южно-Александровка | село, административный центр | ↘970      |

## Местное самоуправление
Глава муниципального образования
Андреев Сергей Васильевич c 2018 года.